# نورک، ایروان
نورک (به ارمنی: Նորք) یک منطقه مسکونی در ارمنستان است که در ایروان واقع شده‌است.